# Rudolf Seliger
Rudolf Seliger (ur. 20 września 1951 w Mülheim an der Ruhr) – niemiecki piłkarz występujący na pozycji napastnika.

## Kariera klubowa
Seliger zawodową karierę rozpoczynał w 1971 roku w klubie MSV Duisburg. W Bundeslidze zadebiutował 14 sierpnia 1971 w wygranym 2:1 meczu z Borussią Dortmund. 23 czerwca 1971 w przegranym 1:4 spotkaniu z 1. FC Köln strzelił pierwszego gola w trakcie gry w Bundeslidze. W 1975 roku dotarł z klubem do finału Pucharu Niemiec, jednak Duisburg przegrał tam 0:1 z Eintrachtem Frankfurt. W 1978 roku Seliger zajął z zespołem 6. miejsce w lidze, które było najwyższym w trakcie jego kariery w Bundeslidze. W sezonie 1981/1982 uplasował się z klubem na 18. pozycji w lidze i spadł z nim do 2. Bundesligi. W 1983 roku Seliger zakończył karierę.

## Kariera reprezentacyjna
W reprezentacji Niemiec Seliger zadebiutował 22 grudnia 1974 w wygranym 1:0 meczu eliminacji Mistrzostw Europy 1976 z Maltą. Po raz drugi w kadrze zagrał 6 października 1976 w wygranym 2:0 towarzyskim spotkaniu z Walią.